# Sooner or Later
«Sooner or Later» es una canción interpretada por la cantante estadounidense Madonna, incluida en su segunda banda sonora, I'm Breathless. Compuesta por Stephen Sondheim y producida por Madonna y Bill Bottrell, se utilizó en la película Dick Tracy, protagonizada por Warren Beatty y la cantante; «Sooner or Later» se desarrolló para evocar la naturaleza teatral y el estilo del filme. Es una balada jazz característica de los años 1930 que alude la atmósfera de un club nocturno. Cuenta con instrumentos como el piano, percusiones suaves, un contrabajo y trompetas, y Madonna utiliza su registro más bajo a medida que la melodía cambia continuamente.
En términos generales, obtuvo críticas positivas de los periodistas musicales, quienes la mayoría la consideraron como una incorporación importante a la discografía de Madonna. En la 63.ª entrega anual de los premios Óscar, celebrada el 25 de marzo de 1991, Sondheim ganó en la categoría de mejor canción original. Madonna asistió a la ceremonia junto con el cantante Michael Jackson como su acompañante e interpretó «Sooner or Later» en el escenario, con un estilo similar al de la actriz Marilyn Monroe. Anteriormente, la había incluido en el repertorio del Blond Ambition World Tour (1990), durante el tercer segmento de la gira, dedicado a Dick Tracy.

## Antecedentes

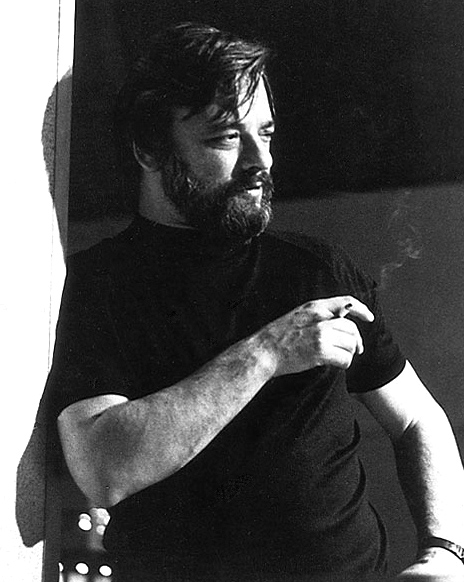
Stephen Sondheim, compositor de «Sooner or Later»; en la 63.ª entrega anual de los premios Óscar, se llevó el galardón por mejor canción original.

En 1990, Madonna formó parte de Dick Tracy e interpretó el personaje de Breathless Mahoney, con Warren Beatty como el protagonista y director de la película. Fue idea de la cantante interpretar el papel de Breathless, por lo que se contactó con Beatty comentándole su deseo de aparecer en la película: «Le dije que realmente lo quería. Vi la lista A y yo estaba en la Z. Me sentí como una idiota». Tiempo después, comentó a la revista Premiere que en un principio había esperado que Beatty la contactase para el filme: «Esperé y esperé a que Warren me llamara. Nunca lo hizo. Al final, decidí ser prepotente y lo llamé. [...] Me dijo que hice un montón de decisiones estúpidas, las cuales hice, fuera de mi impaciencia. Le tomó un año decidirse». Finalmente, obtuvo el rol de Mahoney, pero se ofreció a trabajar con un salario mínimo para evitar el favoritismo. La película se estrenó en los Estados Unidos el 15 de junio de 1990 y, para fin de año, se convirtió en el noveno filme con mayores ingresos en el país y el duodécimo en el mundo. Desde el punto de vista crítico, obtuvo en general comentarios diversos de los periodistas, aunque en su mayoría de carácter positivo; en el sitio Rotten Tomatoes, posee un 64 % de aprobación basado en 45 reseñas. El crítico cinematográfico Roger Ebert, en su opinión para el periódico Chicago Sun-Times, elogió los escenarios mate, la dirección artística y el diseño de maquillaje protésico, y afirmó: «Dick Tracy es una de las fantasías más originales y visionarias que he visto en una pantalla».
En la década de 1980, las discográficas comenzaron a publicar discos que estaban asociados estrechamente con una película para así ganar promoción doble; estos eran denominados en su mayoría bandas sonoras, aunque muchas de ellas no se relacionaban con el filme. Una vez finalizada la filmación, en mayo de 1989, la cantante comenzó a trabajar en el material. Previamente, había grabado tres canciones compuestas por Stephen Sondheim para la película —«Sooner or Later», «More» y «What Can You Lose»— que serían añadidas al álbum, pero también tuvo que crear y desarrollar otras nueve en un estilo similar a las anteriores. Madonna produjo el álbum completo, incluidos los temas de Sondheim, y comentó: «Quiero que la gente me vea como una actriz de comedia musical. Eso es lo que trata el disco, para mí. Es un tramo. No solo música pop, sino canciones que tienen una sensación diferente a ellas, una sensación teatral».

## Composición
Según Rikky Rooksby, autor de The Complete Guide to the Music of Madonna, el estilo armónico y melódico de las canciones que Madonna desarrolló con Sondheim eran más complejas que las que estaba acostumbrada, de ahí que encontrara este proyecto más difícil y demandante. Al respecto, la intérprete habló sobre la «locura» de las pistas, y después de grabarlas dijo que no estaba segura de haberle hecho justicia a las mismas. No obstante, Sondheim continuó animándola para no afectar las sesiones de grabación. Madonna también contrató al productor Patrick Leonard y al ingeniero Bill Bottrell para trabajar en el material. Junto a Leonard se afanaron en crear música que siguiera el estilo y producción de la cinta, ubicada en los días del grupo de Los Intocables. En la película, «Sooner or Later» es el tema principal de Breathless y se interpretó principalmente durante un montaje justo después de que Dick Tracy colocara un micrófono en la sala de juntas de Alphonse «Big Boy» Caprice. En dicha escena, Madonna viste un traje caracterizado de «noche azul oscuro», con toques plateados y negros, ya que pretendía hacer una referencia cromática a la noche, la luna y el sexo.
«Sooner or Later» fue compuesta como una balada jazz de los años 1930 y se destaca un piano, percusiones suaves, un contrabajo y trompetas. Rooksby señaló que evoca la «atmósfera de un club nocturno», y Madonna utiliza su registro más bajo a medida que la melodía cambia continuamente. Inicia con un solo de clarinete «lento» y retrata a la cantante como una clase de magnate sexual, especialmente en las líneas I always get my man / If you're on my list it's just a question of when —«Siempre tengo a mi hombre / Si estás en mi lista es solo cuestión de cuándo»—. Según la partitura publicada en Musicnotes.com por Walt Disney Music Publishing, se establece en un compás de 4/4 y tiene un tempo «lento, con un ritmo constante» de 75 pulsaciones por minuto. Está compuesta en la tonalidad de si♭ mayor y el registro vocal de Madonna se extiende desde la nota fa3 a si♭4; sigue una progresión armónica de si♭(add9)—si♭ menor69/fa—si♭(add9)—si♭ menor69/fa—si♭(add9)—si♭ menor69/fa—si♭(add9)—si♭ menor69/fa—si♭(add9)—si♭ menor69/fa—si♭(add9) en la introducción y en el primer verso, Sooner or later you're gonna be mine, y luego cambia a si♭6/fa—si♭ menor6/fa—si♭ mayor7—si♭ menor69/fa—si♭ menor9 en el segundo verso Sooner or later you're gonna be fine.

## Recepción crítica
En términos generales, «Sooner or Later» obtuvo opiniones positivas de los periodistas musicales. Lucky Mara, de Manila Standard Today, listó las canciones de Sondheim como las más destacadas del álbum y recalcó que encajaban como «anillo al dedo» en la «voz nasal» de Madonna. Además, sostuvo que su adición al catálogo de canciones de la cantante le darían la «agudeza en los futuros pasos de [su] carrera». La periodista mencionó que con «Sooner or Later», la artista «muestra un lado en su canto que el público no ha oído todavía, y qué lado es. Demuestra a sus críticos que ella no es solo el brillo y la basura de la escena dance club, y que puede cantar a viva voz casi tan bien como excelente». De una manera similar, Garyn G. Roberts, en Dick Tracy and American Culture: Morality and Mythology, Text and Context, manifestó que «Sooner or Later» se convirtió en un clásico de la película y del repertorio de Madonna. Otra crítica positiva provino de Liz Smith, del Sarasota Herald-Tribune, quien llamó a las canciones compuestas por Sondheim «maravillosas». Por su parte, Jon Pareles, del New York Times, declaró que temas como «Sooner or Later» son «los típicos de Sondheim, con juego de palabras ágiles y armonías cromáticas sinuosas». El equipo de redacción de la revista People también le otorgó un comentario satisfactorio y expresó que ella se las arregla en las melodías «típicamente complicadas (y fascinantes) de "Sooner or Later"».
La voz de Madonna obtuvo elogios de la crítica. Royal S. Brown, autor de Film Musings: A Selected Anthology from Fanfare Magazine, la llamó «sensual», y Garyn G. Roberts felicitó a la cantante por su «vitalidad, expresionismo, pasión y sensualidad», que incrementan «perfectamente su maravillosa voz». Mark Coleman de Rolling Stone la calificó de «emocionalmente susurrante» y observó que no susurra la línea I always get my man, sino que la escupe como fuego, lo que le da una «convicción nueva a una línea un tanto genérica». Andrew Martin de Pop Rescue admitió que Madonna la canta de forma «seductora y perfecta». Stephen Banfield, en su libro Sondheim's Broadway Musicals, señaló que tanto «More» como «Sooner or Later» se aprecian como «piezas principales bien a la medida» para Madonna, bajo el personaje de Breathless Mahoney. Tanto Sal Cinquemani, de la revista en línea Slant, como Richard Harrington, del Washington Post, la calificaron como una «canción sentimental», y Ray Boren, del Deseret News, afirmó que «es una pieza de época, con una sensación club profunda». No obstante, en una opinión ambivalente, John Alroy y David Bertrand Wilson, en su sitio web Wilson & Alroy's Record Reviews, acordaron en que la mayoría de las pistas de I'm Breathless, incluyendo «Sooner or Later», eran «retrocesos exagerados de los años 1920». Robert Christgau fue más crítico y concluyó que «sin duda hay cientos de cantantes frustradas que podrían cantar los [temas] originales de Sondheim "mejor" que la persona más famosa en el mundo».

## Presentaciones en directo

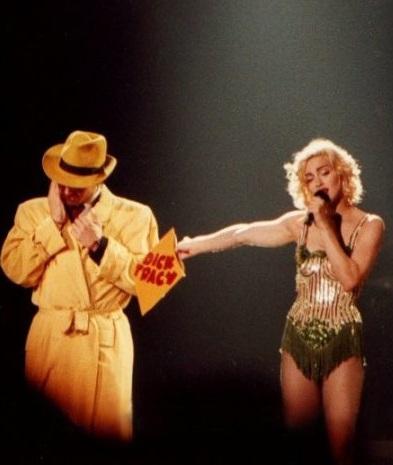
«Sooner or Later» se incluyó en el tercer segmento del Blond Ambition World Tour (1990), que fue dedicado a Dick Tracy. Para la actuación, la cantante usó una larga túnica negra que, al final, revelaba un corsé de alta costura de color verde y blanco, como se aprecia en la imagen.

Madonna incluyó «Sooner or Later» en el tercer segmento de la gira Blond Ambition World Tour, dedicado a Dick Tracy; la interpretó encima de un piano, como una cantante en un cabaré. Para la actuación, la cantante usó una larga túnica negra que, debajo de ella, revelaba un corsé de alta costura de colores verde y blanco, con puntas en la parte del sostén que tenían forma de conos, flecos hechos con mostacillas y un bordado de lentejuelas a rayas. El vestuario fue diseñado por Jean-Paul Gaultier. En su reseña del concierto, Richard Harrington, del Washington Post, opinó que la cantante «se desempeñó muy bien» en «Sooner or Later». En una revisión menos positiva, Michael R. Smith, de The Daily Vault, señaló que pese a que el tema ganó el Óscar, la interpretación en la gira fue el momento donde el público dejó de prestarle atención y optaron por ir al baño. Respecto a la «descarada promoción» del filme en esta parte de la gira, O'Brien dijo que «junto con su deseo de expresión artística, Madonna siempre ha tenido el ojo puesto hasta en el último dólar... [Pero] la sección de Dick Tracy es la parte menos dinámica del concierto». Greg Kot, del Chicago Tribune, también compartió la opinión de O'Brien en relación con las canciones de dicho segmento y señaló que «dejó indiferente a la multitud». Sebas E. Alonso, en un ranking sobre las mejores giras de Madonna para el sitio español Jenesaispop, elogió el «apañadísimo set» de Dick Tracy, que incluyó la «sobresaliente "Sooner or Later"». Existen dos actuaciones diferentes, una en el álbum en vídeo Blond Ambition - Japan Tour 90, grabado en Yokohama (Japón) el 27 de abril de 1990, y la otra en Blond Ambition World Tour Live, filmado en Niza (Francia) el 5 de agosto de ese mismo año.
Durante los premios Óscar, Madonna acudió a la entrega con Michael Jackson como su acompañante y posteriormente cantó «Sooner or Later». Según la periodista Liz Smith, previamente había prometido cantar en la premiación si «Sooner or Later» o «More» recibían una nominación en la categoría de mejor canción original. Para la ocasión, onduló su cabello rubio y utilizó un vestido blanco largo y entallado, diseñado por Bob Mackie y cubierto con lentejuelas y perlas, una estola de piel y guantes hasta el codo del mismo color. Además, lució un collar con un valor de más de USD 20 millones en joyas de la casa de Harry Winston. Taraborrelli recalcó que para su presentación, se apropió de cada movimiento y gesto de Marilyn Monroe, como un tributo a la actriz. Cuando apareció en el escenario, hubo una falla técnica que impidió que el micrófono no saliera del piso, y tuvo que recibir otro por parte del equipo técnico. De acuerdo con el hermano de Madonna, Christopher Ciccone, estaba muy nerviosa durante la presentación: «Si hubiese estado cantando ante un público de admiradores gritando, no habría estado en absoluto nerviosa. Pero esta vez estaba interpretando en un auditorio lleno de actores y actrices consolidados, un grupo de personas al cual ella no pertenece, que no la respetaron como actriz pero cuyo respeto quería ganarlo desesperadamente».
La actuación obtuvo comentarios favorables de los periodistas. Barry Walters, de Wondering Sound, elogió la presentación y afirmó que Madonna «dio en el clavo». Leo Tassoni, en su biografía de la cantante, concluyó que «el objetivo [de Madonna], que al parecer consiguió, era llamar más la atención que quien, en teoría, debería haber sido el protagonista de la noche, Kevin Costner», quien había ganado el Óscar a la mejor película por Dances with Wolves. Rick DuBrow de Los Angeles Times opinó que la cantante le dio a los premios algo de «energía, provocación e improvisación» y remarcó que el espectáculo de Madonna y Michael Jackson sentados juntos «se convirtió realmente en algo interesante porque no mucho más estaba sucediendo [en la ceremonia]». Tom Shales, del Washington Post, la calificó como un «momento sensacional» de la noche y comparó a la cantante con Marilyn Monroe. Aunque opinó que no tenía una voz especialmente buena, destacó que estaba en buena forma. Por último, nombró a Madonna y Michael Jackson como la «actual pareja real del evento». Janet Maslin, del New York Times, fue más negativa y criticó a la cantante por «improvisar torpemente» durante el número, al punto de parecer más estática actuando que cuando estaba sentada al lado de Jackson en el público.

## Reconocimientos
En la 63.ª edición de los premios Óscar, celebrada el 25 de marzo de 1991, «Sooner or Later» ganó en la categoría de mejor canción original; en la entrega, el tema figuró bajo el título de «Sooner or Later (I Always Get My Man)». Sondheim, a quien se le otorgó la estatuilla, no asistió a la ceremonia, por lo que los presentadores de la categoría, Gregory Hines y Ann-Margret, la aceptaron en su nombre. Ese mismo año, recibió la misma nominación en los Globo de Oro y la de mejor canción escrita para una película, televisión u otro medio visual en los Grammy, aunque perdió ambas ante «Blaze of Glory» de Jon Bon Jovi y «Under the Sea» de Alan Menken y Howard Ashman, respectivamente. A pesar de no haber sido compuesto por Madonna, también fue incluido en algunas listas de sus mejores temas, como es el caso de la revista Billboard, quien lo ubicó en el puesto número 96. Al respecto, Andrew Unterberger, uno de los editores, señaló que «Sooner or Later» otorgó a la cantante una «sensual balada digna de su personaje de mujer fatal Breathless Mahoney». En la misma lista, creada por Louis Virtel de NewNowNext, figuró en la posición 53 y el autor elogió a Madonna por ser «dueña de la intimidad club» de la canción. En el ranking de sus 10 mejores temas de bandas sonoras, Garrett Mitchell de The Arizona Republic aseguró que le permitió a Madonna profundizar en su registro vocal «más profundo con facilidad». La canción quedó en tercer lugar del conteo «Los 15 no sencillos más grandes de Madonna», elaborado por Sal Cinquemani y Eric Henderson de Slant Magazine; este último escribió que era «una de las canciones más descaradamente confiadas» en el catálogo de la artista. Finalmente, Matthew Rettenmund, autor de la Encyclopedia Madonnica, la incluyó en la 27.ª posición de «La inmaculada percepción: cada canción de Madonna, de mejor a peor», una lista creada en febrero de 2013 sobre las 221 canciones grabadas por la intérprete hasta ese entonces.
La actuación de Madonna en los Óscars también figuró en varias listas. Por ejemplo, la revista Billboard la calificó como la séptima mejor en la historia de los premios, y comentó que «dio una interpretación que nos llevó de vuelta a los días glamorosos del viejo Hollywood». De manera similar, Piera Lolandes de Baeble Music la ubicó en la octava posición de las diez mejores de los premios y declaró que la artista dio al público el glamur «de la vieja escuela de Hollywood», con una presentación «tan sensual como su mirada». Jerry Portwood de Rolling Stone la colocó en el puesto número 17 del conteo de las 20 mejores presentaciones de la entrega, y señaló que Madonna se mantuvo elegante en el número, «deshaciéndose de su boa de piel mientras canalizaba el Viejo Hollywood». También apareció en el ranking elaborado por Erica Gonzales de Harper's Bazaar, quien la calificó como «extravagante» y «sensual», opinión que fue compartida por la cadena de televisión E! Online, que observó que la cantante estuvo a la altura y se presentó con «mucha clase y sensualidad». Andrew Carden de Gold Derby, en su top diez de los momentos musicales más memorables de los premios, también calificó a la interpretación como «sensual» y además «memorable», y la incluyó en el quinto lugar. Por su parte, Ron Motta, del Daily Lounge, sostuvo que a pesar de que la interpretación no fue nada atrevida, «definitivamente despertó sensualidad en los Oscars». El equipo de MSN mencionó que cantó «a pleno pulmón», y en el conteo de las mejores y peores presentaciones de la entrega, Brian Moylan del sitio Hollywood.com expresó que así es como se cautiva a un público mientras estás parado prácticamente en medio de un escenario. Por último, Gaby Wilson de MTV la calificó como la actuación de los Oscar con el mejor estilo de todos los tiempos.

## Créditos y personal
- Rilting Music, Inc., administrado por WB Music Corp de parte de Geffen Music.
- Grabado en Johnny Yuma Recording y Ocean Way Studios, Los Ángeles.
- Mezclado en Can Am Recording, Tarzana, California.
- Masterizado en Precision Lacquer, Hollywood.
- Administración: Freddy DeMann/The DeMann Entertainment Co.

| Producción - Madonna: producción - Stephen Sondheim: composición - Bill Bottrell: producción, ingeniería - Brian Malouf: mezcla - Stacy Baird: ingeniería adicional - Bio Espinoza: ingeniería adicional - Jeremy Lubbock: arreglo - Stephen Marcussen: masterización - Jules Chaiken: contratista musical | Instrumentos - Madonna: voz - Bob Magnusson: bombo, bajo - Bill Schneider: piano - Bob Cooper: saxofón tenor - John Guerin: batería - Abe Most: saxofón alto, clarinete - Mahlon Clark: clarinete - Tony Terran: trompeta - Charlie Loper: trombón |

Créditos adaptados de las notas del álbum I'm Breathless.